# Kozin (obwód rówieński)
Kozin (ukr. Козин, Kozyn) – wieś na Ukrainie, w obwodzie rówieńskim, w rejonie radziwiłłowskim. W 2024 roku liczyła 1406 mieszkańców.

## Historia
Kozin został założony w 1538 roku przez Kozińskich herbu Zagłoba na mocy przywileju króla Zygmunta I wydanego w Krakowie. Majątek przechodził następnie przez różne ręce, należał do Hojskich (Gojskich), Firlejów, wreszcie Tarnowskich. Jan Amor Tarnowski podejmował tu, w pałacu i w starym murowanym zameczku na kępie stawowej króla Stanisława Augusta, jadącego w 1787 roku do Kaniowa na zjazd z cesarzową Katarzyną II.
Nieistniejący już dzisiaj murowany kościół, nieznanej fundacji, w 1738 roku oddany był przez Kajetana Amora Tarnowskiego ojcom dominikanom prowincji polskiej.
Pod rozbiorami siedziba gminy Kozin w powiecie dubieńskim guberni wołyńskiej.
W II Rzeczypospolitej miasteczko Kozin należało do gminy wiejskiej Krupiec w powiecie dubieńskim, w województwie wołyńskim. W 1921 roku liczyło 1021 mieszkańców, z czego połowa była narodowości żydowskiej.
Podczas okupacji niemieckiej doszło do zagłady Żydów w Kozinie. 22 maja 1942 roku Niemcy utworzyli tu getto, do którego przesiedlono również Żydów z okolicznych wsi. Tydzień później rozstrzelano koło wsi Hranówka 300 Żydów z Kozina uznanych za nieprzydatnych do pracy. Kolejna egzekucja na początku października 1942 roku (700 zabitych) oznaczała całkowitą likwidację getta. Zbrodni dokonywało Sicherheitsdienst z Równego przy współpracy niemieckiej żandarmerii i ukraińskiej policji. 
Po II wojnie światowej miejscowość weszła w struktury administracyjne Związku Radzieckiego.
W Kozinie urodził się w 1778 roku Marcin Amor Tarnowski – dowódca wojskowy, powstaniec kościuszkowski, dowódca napoleoński, kawaler Orderów Virtuti Militari i Legii Honorowej, marszałek szlachty powiatu krzemienieckiego. W 1912 roku urodził się w miejscowości Władysław Fiszdon – polski matematyk, mechanik, członek Polskiej Akademii Nauk, profesor.